# Nilea
Nilea – rodzaj muchówek z rodziny rączycowatych (Tachinidae).

## Wybrane gatunki
- N. anatolica Mesnil, 1954[1]
- N. breviunguis Chao & Li, 1998[1]
- N. brigantina Herting, 1977
- N. carpocapsae (Townsend, 1919)[2]
- N. dimmocki (Webber, 1930)[2]
- N. disparis (Reinhard, 1959)[2]
- N. erecta (Coquillett, 1902)[2]
- N. hortulana (Meigen, 1824)[1][3]
- N. innoxia Robineau-Desvoidy, 1863
- N. lobeliae (Coquillett, 1897)[2]
- N. mathesoni (Reinhard, 1937)[2]
- N. noctuiformis (Smith, 1915)[2]
- N. palesioidea (Robineau-Desvoidy, 1830)[2]
- N. rufiscutellaris (Zetterstedt, 1859)
- N. sternalis (Coquillett, 1902)[2]
- N. unipilum (Aldrich and Webber, 1924)[2]
- N. valens (Aldrich and Webber, 1924)[2]
- N. victoria (Aldrich and Webber, 1924)[2]